# Segunda División de fútbol sala 2014-15
La temporada 2014-15 de Segunda División de fútbol sala fue la 26.ª edición de la Segunda División de la Liga Nacional de Fútbol Sala de España. Comenzó el 20 de septiembre de 2014 y el play-off finalizó el 16 de mayo de 2015. Se disputó en formato de liga, con una fase regular, que enfrentaba todos contra todos a los 14 equipos participantes. Obtuvo el título de campeón UMA Antequera. El restante ascenso fue para el ganador de la eliminatoria disputada por los clasificados de la 2.ª a la 5.ª posición. El último clasificado descendió a Segunda División B.

## Equipos participantes[1]
| Club                         | Ciudad                     | Comunidad Autónoma   | Pabellón                             |
| ---------------------------- | -------------------------- | -------------------- | ------------------------------------ |
| Elche CF Sala                | Elche                      | Comunidad Valenciana | Esperanza Lag                        |
| Hércules San Vicente         | San Vicente del Raspeig    | Comunidad Valenciana | Municipal de San Vicente del Raspeig |
| Lymsa Sierra Salinas Villena | Villena                    | Comunidad Valenciana | Municipal de Villena                 |
| CD Brihuega FS               | Brihuega                   | Castilla-La Mancha   | Virgen de la Peña                    |
| F.S. Valdepeñas              | Valdepeñas                 | Castilla-La Mancha   | Virgen de la Cabeza                  |
| Fútbol Sala Zamora           | Zamora                     | Castilla y León      | Ángel Nieto                          |
| Segovia Futsal               | Segovia                    | Castilla y León      | Pedro Delgado                        |
| Plásticos Romero Cartagena   | Cartagena                  | Murcia               | Wssell de Guimbarda                  |
| El Pozo Ciudad de Murcia     | Murcia                     | Murcia               | Palacio de Deportes de Murcia        |
| UMA Antequera                | Antequera                  | Andalucía            | Fernando Argüelles                   |
| FC Barcelona "B"             | Barcelona                  | Cataluña             | Ciutat Esportiva Joan Gamper         |
| O Parrulo Ferrol             | Ferrol                     | Galicia              | A Malata                             |
| Gran Canaria Colegios Arenas | Las Palmas de Gran Canaria | Canarias             | Centro Insular de Deportes           |
| Melilla FS                   | Melilla                    | Melilla              | Javier Imbroda Ortiz                 |

## Liga Regular

### Máximos Goleadores
| Jugador                               | Equipo                       | Goles |
| ------------------------------------- | ---------------------------- | ----- |
| Rubén Ruiz Ortuño "Pitu"              | Elche CF Sala                | 30    |
| "Claudio Manuel Da Silva" Barrionuevo | UMA Antequera                | 24    |
| Juan Bolaños Domínguez "Juanillo"     | Gran Canaria Colegios Arenas | 23    |
| "Esteban" Cejudo Guerrero             | FC Barcelona "B"             | 21    |
| "Juan Emilio" Gil Camacho             | FC Barcelona "B"             | 21    |

### Resultados
| FC Barcelona "B"             | 3-2 | Hércules San Vicente       | 20/09/2014 | 16:00 |
| ElPozo Ciudad de Murcia      | 3-4 | Segovia Futsal             | 20/09/2014 | 17:00 |
| Melilla FS                   | 2-1 | Fútbol Sala Zamora         | 20/09/2014 | 17:30 |
| Elche CF Sala                | 5-2 | O Parrulo Ferrol           | 20/09/2014 | 18:00 |
| CD Brihuega FS               | 2-5 | UMA Antequera              | 20/09/2014 | 19:00 |
| Lymsa Sierra Salinas Villena | 2-3 | F.S. Valdepeñas            | 21/09/2014 | 12:30 |
| Gran Canaria Colegios Arenas | 3-2 | Plásticos Romero Cartagena | 21/09/2014 | 13:00 |

| Plásticos Romero Cartagena | 4-1  | Melilla FS                   | 26/09/2014 | 20:30 |
| UMA Antequera              | 10-3 | Lymsa Sierra Salinas Villena | 27/09/2014 | 16:00 |
| Hércules San Vicente       | 3-3  | Elche CF Sala                | 27/09/2014 | 17:30 |
| O Parrulo Ferrol           | 4-1  | Gran Canaria Colegios Arenas | 27/09/2014 | 17:30 |
| Segovia Futsal             | 2-5  | FC Barcelona "B"             | 27/09/2014 | 18:00 |
| F.S. Valdepeñas            | 4-2  | ElPozo Ciudad de Murcia      | 27/09/2014 | 18:15 |
| Fútbol Sala Zamora         | 0-2  | CD Brihuega FS               | 28/09/2014 | 12:30 |

| Fútbol Sala Zamora           | 1-1 | Plásticos Romero Cartagena   | 04/10/2014 | 12:30 |
| FC Barcelona "B"             | 2-3 | F.S. Valdepeñas              | 04/10/2014 | 16:00 |
| ElPozo Ciudad de Murcia      | 3-3 | UMA Antequera                | 04/10/2014 | 17:00 |
| Melilla FS                   | 4-1 | O Parrulo Ferrol             | 04/10/2014 | 17:30 |
| Elche CF Sala                | 4-4 | Segovia Futsal               | 04/10/2014 | 18:00 |
| CD Brihuega FS               | 8-3 | Lymsa Sierra Salinas Villena | 04/09/2014 | 18:30 |
| Gran Canaria Colegios Arenas | 3-3 | Hércules San Vicente         | 05/10/2014 | 13:00 |

| Hércules San Vicente         | 1-2 | Melilla FS                   | 11/10/2014 | 13:00 |
| UMA Antequera                | 5-4 | FC Barcelona "B"             | 11/10/2014 | 17:00 |
| Plásticos Romero Cartagena   | 5-2 | CD Brihuega FS               | 11/10/2014 | 17:30 |
| Segovia Futsal               | 3-3 | Gran Canaria Colegios Arenas | 11/10/2014 | 18:00 |
| F.S. Valdepeñas              | 3-4 | Elche CF Sala                | 11/10/2014 | 18:15 |
| Lymsa Sierra Salinas Villena | 2-6 | ElPozo Ciudad de Murcia      | 11/10/2014 | 19:00 |
| O Parrulo Ferrol             | 2-2 | Fútbol Sala Zamora           | 11/10/2014 | 20:00 |

| Fútbol Sala Zamora           | 2-2 | Hércules San Vicente         | 17/10/2014 | 21:00 |
| FC Barcelona "B"             | 7-1 | Lymsa Sierra Salinas Villena | 18/10/2014 | 16:00 |
| Melilla FS                   | 6-2 | Segovia Futsal               | 18/10/2014 | 17:30 |
| Plásticos Romero Cartagena   | 8-4 | O Parrulo Ferrol             | 18/10/2014 | 17:30 |
| Elche CF Sala                | 6-5 | UMA Antequera                | 18/10/2014 | 18:00 |
| CD Brihuega FS               | 3-7 | ElPozo Ciudad de Murcia      | 18/10/2014 | 20:00 |
| Gran Canaria Colegios Arenas | 4-3 | F.S. Valdepeñas              | 19/10/2014 | 13:00 |

| Segovia Futsal               | 5-1 | Fútbol Sala Zamora           | 24/10/2014 | 20:00 |
| UMA Antequera                | 4-3 | Gran Canaria Colegios Arenas | 25/10/2014 | 12:00 |
| ElPozo Ciudad de Murcia      | 2-4 | FC Barcelona "B"             | 25/10/2014 | 15:30 |
| F.S. Valdepeñas              | 2-3 | Melilla FS                   | 25/10/2014 | 16:00 |
| Hércules San Vicente         | 1-3 | Plásticos Romero Cartagena   | 25/10/2014 | 16:00 |
| O Parrulo Ferrol             | 2-6 | CD Brihuega FS               | 26/10/2014 | 12:00 |
| Lymsa Sierra Salinas Villena | 1-8 | Elche CF Sala                | 26/10/2014 | 12:30 |

| Elche CF Sala                | 6-1  | ElPozo Ciudad de Murcia      | 31/10/2014 | 21:00 |
| Fútbol Sala Zamora           | 0-4  | F.S. Valdepeñas              | 07/11/2014 | 21:00 |
| O Parrulo Ferrol             | 5-0  | Hércules San Vicente         | 08/11/2014 | 17:30 |
| Plásticos Romero Cartagena   | 2-2  | Segovia Futsal               | 08/11/2014 | 17:30 |
| CD Brihuega FS               | 3-9  | FC Barcelona "B"             | 08/11/2014 | 18:00 |
| Melilla FS                   | 3-3  | UMA Antequera                | 09/11/2014 | 12:00 |
| Gran Canaria Colegios Arenas | 10-3 | Lymsa Sierra Salinas Villena | 09/11/2014 | 13:00 |

| FC Barcelona "B"             | 4-3 | Elche CF Sala                | 15/11/2014 | 16:00 |
| Lymsa Sierra Salinas Villena | 1-5 | Melilla FS                   | 15/11/2014 | 16:00 |
| ElPozo Ciudad de Murcia      | 5-1 | Gran Canaria Colegios Arenas | 15/11/2014 | 17:00 |
| UMA Antequera                | 5-0 | Fútbol Sala Zamora           | 15/11/2014 | 17:00 |
| Hércules San Vicente         | 0-4 | CD Brihuega FS               | 15/11/2014 | 17:30 |
| Segovia Futsal               | 5-3 | O Parrulo Ferrol             | 15/11/2014 | 18:00 |
| F.S. Valdepeñas              | 4-3 | Plásticos Romero Cartagena   | 15/11/2014 | 18:15 |

| Fútbol Sala Zamora           | 5-1 | Lymsa Sierra Salinas Villena | 21/11/2014 | 21:00 |
| Hércules San Vicente         | 3-2 | Segovia Futsal               | 22/11/2014 | 17:30 |
| Melilla FS                   | 2-3 | ElPozo Ciudad de Murcia      | 22/11/2014 | 17:30 |
| O Parrulo Ferrol             | 4-2 | F.S. Valdepeñas              | 22/11/2014 | 17:30 |
| Plásticos Romero Cartagena   | 4-9 | UMA Antequera                | 22/11/2014 | 17:30 |
| CD Brihuega FS               | 1-3 | Elche CF Sala                | 22/11/2014 | 18:30 |
| Gran Canaria Colegios Arenas | 3-4 | FC Barcelona "B"             | 23/11/2014 | 12:30 |

| FC Barcelona "B"             | 6-2 | Melilla FS                   | 29/11/2014 | 16:00 |
| ElPozo Ciudad de Murcia      | 3-3 | Fútbol Sala Zamora           | 29/11/2014 | 17:00 |
| UMA Antequera                | 9-3 | O Parrulo Ferrol             | 29/11/2014 | 17:00 |
| Segovia Futsal               | 2-6 | CD Brihuega FS               | 29/11/2014 | 18:00 |
| Elche CF Sala                | 3-4 | Gran Canaria Colegios Arenas | 29/11/2014 | 18:00 |
| F.S. Valdepeñas              | 4-2 | Hércules San Vicente         | 29/11/2014 | 18:15 |
| Lymsa Sierra Salinas Villena | 1-8 | Plásticos Romero Cartagena   | 30/11/2014 | 12:30 |

| Hércules San Vicente       | 3-4 | UMA Antequera                | 05/12/2014 | 20:45 |
| Fútbol Sala Zamora         | 1-6 | FC Barcelona "B"             | 05/12/2014 | 21:00 |
| Plásticos Romero Cartagena | 0-4 | ElPozo Ciudad de Murcia      | 05/12/2014 | 21:15 |
| Melilla FS                 | 1-2 | Elche CF Sala                | 06/12/2014 | 17:30 |
| Segovia Futsal             | 3-5 | F.S. Valdepeñas              | 06/12/2014 | 18:00 |
| CD Brihuega FS             | 4-0 | Gran Canaria Colegios Arenas | 06/12/2014 | 18:30 |
| O Parrulo Ferrol           | 7-3 | Lymsa Sierra Salinas Villena | 07/12/2014 | 12:30 |

| UMA Antequera                | 3-4 | Segovia Futsal             | 13/12/2014 | 17:00 |
| ElPozo Ciudad de Murcia      | 5-0 | O Parrulo Ferrol           | 13/12/2014 | 17:00 |
| Gran Canaria Colegios Arenas | 3-2 | Melilla FS                 | 13/12/2014 | 17:00 |
| Elche CF Sala                | 5-2 | Fútbol Sala Zamora         | 13/12/2014 | 18:00 |
| CD Brihuega FS               | 2-7 | F.S. Valdepeñas            | 13/12/2014 | 18:30 |
| FC Barcelona "B"             | 3-1 | Plásticos Romero Cartagena | 13/12/2014 | 21:00 |
| Lymsa Sierra Salinas Villena | 0-9 | Hércules San Vicente       | 14/12/2014 | 12:30 |

| Fútbol Sala Zamora         | 4-2 | Gran Canaria Colegios Arenas | 19/12/2014 | 21:00 |
| Hércules San Vicente       | 3-3 | ElPozo Ciudad de Murcia      | 20/12/2014 | 17:30 |
| Melilla FS                 | 2-3 | CD Brihuega FS               | 20/12/2014 | 17:30 |
| O Parrulo Ferrol           | 0-5 | FC Barcelona "B"             | 20/12/2014 | 17:30 |
| Segovia Futsal             | 4-1 | Lymsa Sierra Salinas Villena | 20/12/2014 | 18:00 |
| CD Brihuega FS             | 2-2 | UMA Antequera                | 20/12/2014 | 18:15 |
| Plásticos Romero Cartagena | 4-3 | Elche CF Sala                | 20/12/2014 | 19:00 |

| Segovia Futsal             | 6-5 | ElPozo Ciudad de Murcia      | 09/01/2015 | 20:30 |
| UMA Antequera              | 3-9 | CD Brihuega FS               | 10/01/2015 | 17:00 |
| Hércules San Vicente       | 2-3 | FC Barcelona "B"             | 10/01/2015 | 17:30 |
| Fútbol Sala Zamora         | 1-3 | Melilla FS                   | 10/01/2015 | 18:00 |
| Plásticos Romero Cartagena | 2-4 | Gran Canaria Colegios Arenas | 10/01/2015 | 18:00 |
| F.S. Valdepeñas            | 4-1 | Lymsa Sierra Salinas Villena | 10/01/2015 | 18:15 |
| O Parrulo Ferrol           | 5-6 | Elche CF Sala                | 10/01/2015 | 18:30 |

| Elche CF Sala                | 2-2 | Hércules San Vicente       | 16/01/2015 | 21:00 |
| FC Barcelona "B"             | 3-4 | Segovia Futsal             | 17/01/2015 | 16:00 |
| Lymsa Sierra Salinas Villena | 0-8 | UMA Antequera              | 17/01/2015 | 16:00 |
| ElPozo Ciudad de Murcia      | 7-4 | F.S. Valdepeñas            | 17/01/2015 | 17:00 |
| Melilla FS                   | 6-4 | Plásticos Romero Cartagena | 17/01/2015 | 17:30 |
| CD Brihuega FS               | 4-1 | Fútbol Sala Zamora         | 17/01/2015 | 18:00 |
| Gran Canaria Colegios Arenas | 3-3 | O Parrulo Ferrol           | 18/01/2015 | 12:30 |

| UMA Antequera                | 8-5 | ElPozo Ciudad de Murcia      | 24/01/2015 | 17:00 |
| Hércules San Vicente         | 3-6 | Gran Canaria Colegios Arenas | 24/01/2015 | 17:30 |
| O Parrulo Ferrol             | 3-3 | Melilla FS                   | 24/01/2015 | 17:30 |
| Segovia Futsal               | 6-4 | Elche CF Sala                | 24/01/2015 | 18:00 |
| Plásticos Romero Cartagena   | 7-0 | Fútbol Sala Zamora           | 24/01/2015 | 18:00 |
| F.S. Valdepeñas              | 5-3 | FC Barcelona "B"             | 24/01/2015 | 18:15 |
| Lymsa Sierra Salinas Villena | 2-6 | CD Brihuega FS               | 25/01/2015 | 12:30 |

| Fútbol Sala Zamora           | 3-2 | O Parrulo Ferrol             | 30/01/2015 | 21:30 |
| FC Barcelona "B"             | 4-4 | UMA Antequera                | 31/01/2015 | 12:00 |
| Elche CF Sala                | 3-1 | F.S. Valdepeñas              | 31/01/2015 | 17:00 |
| ElPozo Ciudad de Murcia      | 6-3 | Lymsa Sierra Salinas Villena | 31/01/2015 | 17:00 |
| Melilla FS                   | 4-3 | Hércules San Vicente         | 31/01/2015 | 17:30 |
| CD Brihuega FS               | 5-5 | Plásticos Romero Cartagena   | 31/01/2015 | 19:30 |
| Gran Canaria Colegios Arenas | 4-2 | Segovia Futsal               | 01/02/2015 | 12:00 |

| ElPozo Ciudad de Murcia      | 1-2 | CD Brihuega FS               | 07/02/2015 | 15:45 |
| UMA Antequera                | 6-2 | Elche CF Sala                | 07/02/2015 | 16:00 |
| Hércules San Vicente         | 1-0 | Fútbol Sala Zamora           | 07/02/2015 | 17:30 |
| O Parrulo Ferrol             | 4-7 | Plásticos Romero Cartagena   | 07/02/2015 | 17:30 |
| Segovia Futsal               | 4-2 | Melilla FS                   | 07/02/2015 | 18:00 |
| F.S. Valdepeñas              | 4-5 | Gran Canaria Colegios Arenas | 07/02/2015 | 18:15 |
| Lymsa Sierra Salinas Villena | 0-5 | FC Barcelona "B"             | 08/02/2015 | 12:15 |

| Elche CF Sala                | 6-2 | Lymsa Sierra Salinas Villena | 13/02/2015 | 21:00 |
| FC Barcelona "B"             | 5-2 | ElPozo Ciudad de Murcia      | 13/02/2015 | 21:00 |
| Fútbol Sala Zamora           | 3-1 | Segovia Futsal               | 13/02/2015 | 21:00 |
| CD Brihuega FS               | 2-2 | O Parrulo Ferrol             | 14/02/2015 | 19:00 |
| Melilla FS                   | 4-1 | F.S. Valdepeñas              | 14/02/2015 | 17:30 |
| Plásticos Romero Cartagena   | 7-1 | Hércules San Vicente         | 15/02/2015 | 12:30 |
| Gran Canaria Colegios Arenas | 6-6 | UMA Antequera                | 15/02/2015 | 13:00 |

| F.S. Valdepeñas              | 9-2  | Fútbol Sala Zamora           | 20/02/2015 | 21:00 |
| UMA Antequera                | 7-3  | Melilla FS                   | 21/02/2015 | 12:00 |
| ElPozo Ciudad de Murcia      | 2-3  | Elche CF Sala                | 21/02/2015 | 17:00 |
| Segovia Futsal               | 6-2  | Plásticos Romero Cartagena   | 21/02/2015 | 18:00 |
| Hércules San Vicente         | 5-3  | O Parrulo Ferrol             | 21/02/2015 | 18:00 |
| FC Barcelona "B"             | 3-4  | CD Brihuega FS               | 22/02/2015 | 11:00 |
| Lymsa Sierra Salinas Villena | 1-10 | Gran Canaria Colegios Arenas | 22/02/2015 | 12:30 |

| Elche CF Sala                | 6-1 | FC Barcelona "B"             | 27/02/2015 | 21:00 |
| Fútbol Sala Zamora           | 1-3 | UMA Antequera                | 27/02/2015 | 21:00 |
| Melilla FS                   | 8-0 | Lymsa Sierra Salinas Villena | 28/02/2015 | 17:30 |
| O Parrulo Ferrol             | 1-3 | Segovia Futsal               | 28/02/2015 | 17:30 |
| Plásticos Romero Cartagena   | 2-5 | F.S. Valdepeñas              | 28/02/2015 | 18:00 |
| CD Brihuega FS               | 1-0 | Hércules San Vicente         | 28/02/2015 | 19:00 |
| Gran Canaria Colegios Arenas | 4-5 | ElPozo Ciudad de Murcia      | 01/03/2015 | 13:00 |

| FC Barcelona "B"             | 2-4 | Gran Canaria Colegios Arenas | 07/03/2015 | 16:00 |
| UMA Antequera                | 4-1 | Plásticos Romero Cartagena   | 07/03/2015 | 16:00 |
| Elche CF Sala                | 2-2 | CD Brihuega FS               | 07/03/2015 | 17:00 |
| ElPozo Ciudad de Murcia      | 6-5 | Melilla FS                   | 07/03/2015 | 17:00 |
| Segovia Futsal               | 2-2 | Hércules San Vicente         | 07/03/2015 | 18:00 |
| F.S. Valdepeñas              | 4-1 | O Parrulo Ferrol             | 07/03/2015 | 18:15 |
| Lymsa Sierra Salinas Villena | 2-5 | Fútbol Sala Zamora           | 08/03/2015 | 12:30 |

| Fútbol Sala Zamora           | 2-6 | ElPozo Ciudad de Murcia      | 20/03/2015 | 21:00 |
| Hércules San Vicente         | 2-2 | F.S. Valdepeñas              | 21/03/2015 | 17:30 |
| Melilla FS                   | 3-5 | FC Barcelona "B"             | 21/03/2015 | 17:30 |
| O Parrulo Ferrol             | 5-3 | UMA Antequera                | 21/03/2015 | 17:30 |
| Plásticos Romero Cartagena   | 6-0 | Lymsa Sierra Salinas Villena | 21/03/2015 | 18:00 |
| CD Brihuega FS               | 3-1 | Segovia Futsal               | 21/03/2015 | 19:00 |
| Gran Canaria Colegios Arenas | 3-3 | Elche CF Sala                | 22/03/2015 | 13:00 |

| FC Barcelona "B"             | 8-2 | Fútbol Sala Zamora         | 28/03/2015 | 16:00 |
| Elche CF Sala                | 3-0 | Melilla FS                 | 28/03/2015 | 17:00 |
| UMA Antequera                | 4-1 | Hércules San Vicente       | 28/03/2015 | 17:00 |
| F.S. Valdepeñas              | 4-3 | Segovia Futsal             | 28/03/2015 | 18:15 |
| Lymsa Sierra Salinas Villena | 1-3 | O Parrulo Ferrol           | 28/03/2015 | 20:00 |
| ElPozo Ciudad de Murcia      | 4-8 | Plásticos Romero Cartagena | 29/03/2015 | 11:30 |
| Gran Canaria Colegios Arenas | 1-6 | CD Brihuega FS             | 29/03/2015 | 12:00 |

| Fútbol Sala Zamora         | 1-3 | Elche CF Sala                | 10/04/2015 | 21:00 |
| O Parrulo Ferrol           | 4-2 | ElPozo Ciudad de Murcia      | 11/04/2015 | 16:45 |
| Hércules San Vicente       | 7-1 | Lymsa Sierra Salinas Villena | 11/04/2015 | 17:30 |
| Melilla FS                 | 8-2 | Gran Canaria Colegios Arenas | 11/04/2015 | 17:30 |
| Plásticos Romero Cartagena | 3-1 | FC Barcelona "B"             | 11/04/2015 | 17:30 |
| Segovia Futsal             | 5-5 | UMA Antequera                | 11/04/2015 | 18:00 |
| F.S. Valdepeñas            | 2-2 | CD Brihuega FS               | 11/04/2015 | 18:30 |

| CD Brihuega FS               | 4-4 | Melilla FS                 | 18/04/2015 | 18:00 |
| Elche CF Sala                | 3-1 | Plásticos Romero Cartagena | 18/04/2015 | 18:00 |
| ElPozo Ciudad de Murcia      | 4-4 | Hércules San Vicente       | 18/04/2015 | 18:00 |
| FC Barcelona "B"             | 7-1 | O Parrulo Ferrol           | 18/04/2015 | 18:00 |
| Gran Canaria Colegios Arenas | 2-2 | Fútbol Sala Zamora         | 18/04/2015 | 18:00 |
| Lymsa Sierra Salinas Villena | 2-7 | Segovia Futsal             | 18/04/2015 | 18:00 |
| UMA Antequera                | 7-2 | F.S. Valdepeñas            | 18/04/2015 | 18:00 |

### Clasificación
|  |     | Equipos de fútbol            | Pts | PJ | G  | E | P  | GF  | GC  |
|  | --- | ---------------------------- | --- | -- | -- | - | -- | --- | --- |
|  | 1.  | UMA Antequera                | 54  | 26 | 16 | 6 | 4  | 135 | 84  |
|  | 2.  | Elche CF Sala                | 53  | 26 | 16 | 5 | 5  | 101 | 67  |
|  | 3.  | FC Barcelona "B"             | 52  | 26 | 17 | 1 | 8  | 112 | 68  |
|  | 4.  | CD Brihuega FS               | 50  | 26 | 15 | 5 | 6  | 96  | 72  |
|  | 5.  | F.S. Valdepeñas              | 45  | 26 | 14 | 3 | 9  | 93  | 75  |
|  | 6.  | Segovia Futsal               | 41  | 26 | 12 | 5 | 9  | 92  | 85  |
|  | 7.  | Gran Canaria Colegios Arenas | 39  | 26 | 11 | 6 | 9  | 95  | 91  |
|  | 8.  | Melilla FS                   | 39  | 26 | 12 | 3 | 11 | 88  | 75  |
|  | 9.  | Plásticos Romero Cartagena   | 39  | 26 | 12 | 3 | 11 | 100 | 81  |
|  | 10. | ElPozo Ciudad de Murcia      | 37  | 26 | 11 | 4 | 11 | 102 | 93  |
|  | 11. | O Parrulo Ferrol             | 25  | 26 | 7  | 4 | 15 | 74  | 104 |
|  | 12. | Hércules San Vicente         | 23  | 26 | 5  | 8 | 13 | 65  | 77  |
|  | 13. | Fútbol Sala Zamora           | 20  | 26 | 5  | 5 | 16 | 45  | 92  |
|  | 14. | Lymsa Sierra Salinas Villena | 0   | 26 | 0  | 0 | 26 | 37  | 171 |